# 帕里伊夫卡 (伊林齊區)
49°5′1″N 29°17′24″E / 49.08361°N 29.29000°E
帕里伊夫卡（烏克蘭語：Паріївка），是烏克蘭西南部的村莊，隸屬文尼察州的文尼察區。該村始建於1550年，面積1.34平方公里，海拔高度211米，2001年人口600，人口密度每平方公里447.76人。